# Nacionalna sigurnost
Nacionalna sigurnost je pojam koji se može definirati kao stanje zaštićenosti temeljnih vrijednosti društva i na njima zasnovanih institucija, zaštita vitalnih nacionalnih interesa, 
integritet državnog područja i njezinih institucija, odnosno najopćenitije kao sigurnost političkog naroda. Pojam "nacionalna sigurnost" mijenja svoj sadržaj i opseg sukladno povijesnim, političkim i geopolitičkim promjenama i okolnostima. Isto tako, njegovo značenje ovisi i o ideologijskim i svjetonazorskim polazištima. Definirajući nacionalnu sigurnost svako pojedino društvo, jednako kao i svaki teoretičar, izražava svoje vrednote, svoje strahove i nade, a sve to uvjetovano je specifičnom situacijom u kojoj se društvo nalazi.
Pojam nacionalna sigurnost prvi je 1940-ih opisao Walter Lippmann navodeći „da je nacija sigurna kada ne mora žrtvovati svoje legitimne interese radi izbjegavanja ulaska u rat i kada ih je sposobna, ako je izazvana, očuvati vođenjem rata” (Tatalović, Grizold i Cvrtila 2008: 17, prema: Lippmann 1943: 32). Pojam u početku nije imao razjašnjen sadržaj i služio je prvenstveno kao slogan kojim su političari i moćnici nastojali pridobiti potporu i povjerenje građana, no s vremenom je postajao sve jasniji podrazumijevajući „ukupnost političkih, vojnih i gospodarskih napora koje su vlade morale poduzeti kako bi ostvarile svoju unutarnju i vanjsku sigurnost” (Tatalović, Grizold i Cvrtila 2008: 19). Budući da se konceptu nacionalne sigurnosti može pristupiti iz različitih perspektiva, i da postoji velik broj tema i problema koji se unutar nje mogu izučavati, ne postoji jednoznačna definicija kojom bi se ona mogla u potpunosti zadovoljavajuće objasniti. 

## Nacionalni interesi
Sadržaj nacionalne sigurnosti demokratskih država obuhvaća: sigurnost nacionalnog teritorija, zaštitu osnovnih funkcija društva (socijalne, ekonomske, političke, kulturne, ekološke, gospodarske obrambene i drugi).

## Ugroze nacionalne sigurnosti
Izvori ugroza nacionalnih interesa mogu biti vanjski i unutarnji, a mogu imati sljedeće oblike:
- oružani napad odnosno agresija od strane druge ili drugih država
- unutarnja oružana pobuna
- terorizam
- diverzije
- špijunaža
- otmice i uzimanje talaca
- politički motivirano nasilje
- nasilno izdvajanje državnog područja ili pripojenje državnog područja drugoj državi
- nasilna promjena ustavnog i zakonskog poretka ili sprječavanje njihove uspostave, uključujući državni/vojni udar
- izvanjsko tajno nastojanje za ostvarivanje utjecaja na nacionalne političke i gospodarske odnose i tijekove
- pokušaji dovođenja nacije u podređeni položaj ili ovisnost o drugoj državi ili međunarodnoj organizaciji
- podrivanje ili slabljenje nacionalne obrambene i vojne moći
- podrivanje ili slabljenje nacionalne gospodarske i financijske moći
- napad na objekte vitalne infrastrukture te javne i zaštićene komunikacijske sustave
- odavanje klasificiranih podataka
- velike prirodne i civilne katastrofe
- epidemije
- djela koja su zabranjena međunarodnim pravom kao što je nedopuštena trgovina oružjem, drogom i ljudima.

## Sustav nacionalne sigurnosti
Sustav nacionalne sigurnosti čine državne institucije i
organizacije koje su izravno, a često i isključivo,
zadužene za poslove nacionalne sigurnosti, te druge potporne
institucije i organizacije koje su važne za neke aspekte nacionalne sigurnosti i koje u tim poslovima sudjeluju neizravno ili povremeno. Glavne institucije i organizacije koje su izravno zadužene za izvršavanje poslova nacionalne sigurnosti su državna tijela zadužena za poslove obrane (ministarstvo obrane), oružane snage, obavještajne i sigurnosne službe, policija i druge.

## Nacionalna sigurnost Republike Hrvatske
Prema Strategiji nacionalne sigurnosti Republike Hrvatske, koju je Hrvatski sabor donio 19. ožujka 2002. godine, pod nacionalnom sigurnošću Republike Hrvatske razumijevaju se: 
- određeno (postignuto ili projektirano) stanje sigurnosti,
- funkcionalno područje djelovanja različitih sigurnosnih institucija, zajedno s ukupnim društvenim nastojanjima na polju postizanja sigurnosnih ciljeva, te
- same institucije sigurnosti, povezane u uređeni sustav odnosa.

Republika Hrvatska nastoji izgrađivati stanje nacionalne sigurnosti u kojem će biti osigurani njena sloboda, suverenost i teritorijalni integritet u okvirima međunarodno prihvaćenih aranžmana, ljudske slobode i prava njenih građana, politička i socijalna stabilnost društva, stabilan ekonomski razvoj u uvjetima slobode tržišta i poduzetništva, funkcioniranje pravne države, unutarnji red i osobna sigurnost građana, te zdravi i stabilni ekološki uvjeti. 